# Moson
Koordinaten: 47° 52′ 0″ N, 17° 16′ 0″ O

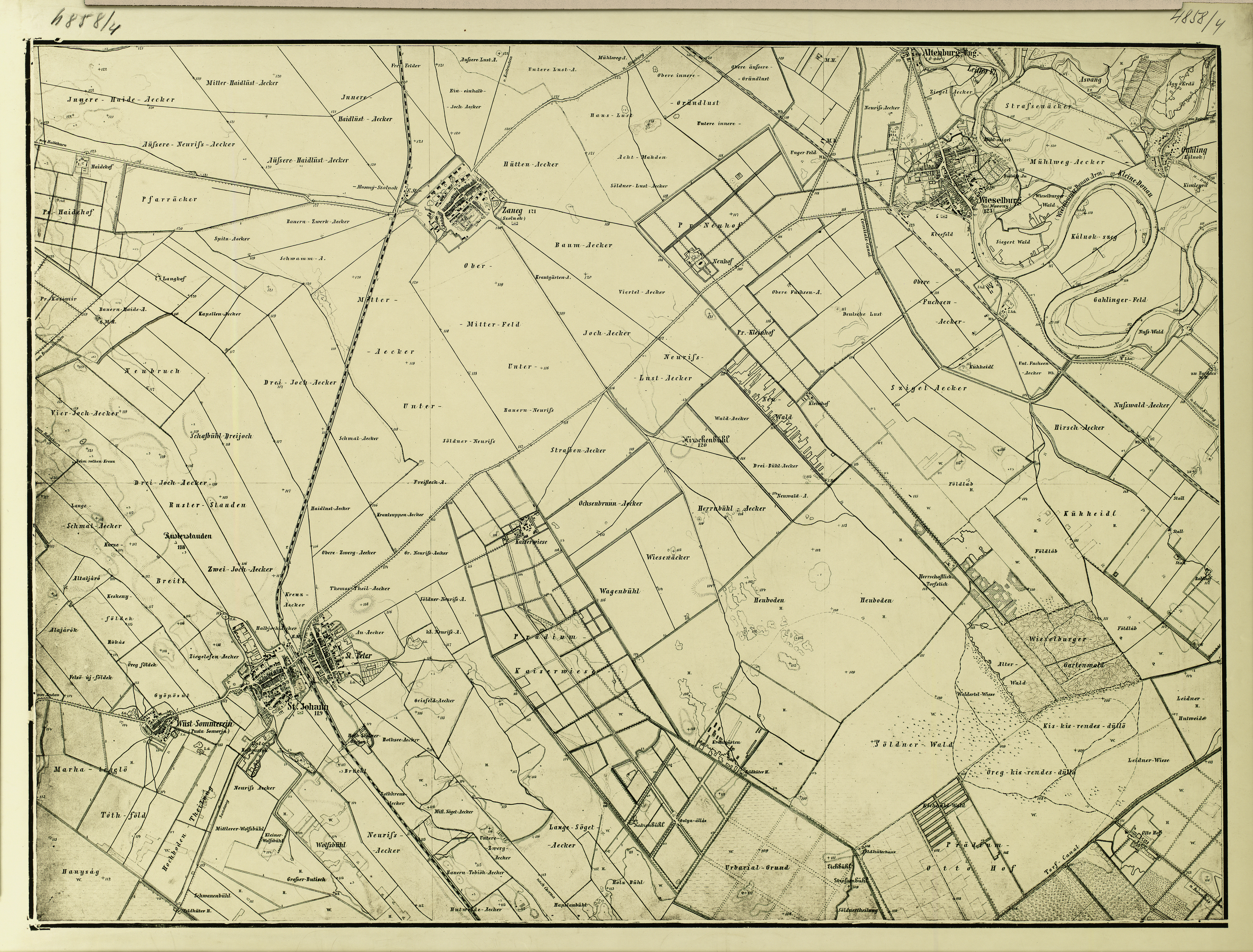
Das damalige (Ungarisch-)Wieselburg (rechts oben) um 1873 (Aufnahmeblatt der Landesaufnahme)

Moson [ˈmoʃon] (deutsch Wieselburg) ist eine Teilstadt von Mosonmagyaróvár im nordwestungarischen Komitat Győr-Moson-Sopron.

## Geschichte
Der Ort wurde 1046 als Musun erstmals erwähnt. Seinerzeit befand sich dort eine Grenzfestung an der westlichen Grenze des ungarischen Königreiches, die jedoch vom böhmischen König Ottokar II. Přemysl vollständig geschleift wurde. Zur Árpádenzeit war Moson ein bedeutender Handelsplatz. Das ehemalige Komitat Moson ist nach dem Ort benannt.
Im Jahr 1060 nach seiner Niederlage bei der Schlacht an der Theiß gegen seinen Bruder Béla, floh König Andreas I. und stürzte bei Moson von seinem Pferd und verstarb.
Am 18. Dezember 1848 besiegte Artúr Görgey während des ungarischen Freiheitskampfs den habsburgtreuen kroatischen Ban Josip Jelačić.
Mit dem Bau der Eisenbahnstrecke zwischen Wien und Budapest am Anfang des 20. Jahrhunderts verlor der Ort nach und nach an Bedeutung.
1939 wurde Moson mit dem damaligen Komitatssitz Magyaróvár (Ungarisch Altenburg) zur neuen Stadt Mosonmagyaróvár vereinigt.
Im Jahr 1914 wurde in Wien-Favoriten (10. Bezirk) die Wieselburger Gasse nach dem deutschsprachigen Namen der Stadt benannt.

## Söhne und Töchter der Stadt
- Carl Flesch Violinkünstler, Musiklehrer
- Carolus Antonius Franciscus Winter, Handelsherr
- Josef Kainz, Schauspieler